# Cristiano Marques Gomes
Cristiano Marques Gomes (Guarulhos, 3 de junho de 1977), mais conhecido como Cris, é um treinador e ex-futebolista brasieiro que atuava como zagueiro. Atualmente comanda o Châteauroux.

## Carreira como jogador
Cris iniciou sua carreira no Corinthians, chegando nas categorias de base no início da década de 1990. O zagueiro foi promovido aos profissionais em 1995, fazendo parte da equipe que conquistou o Campeonato Paulista daquele ano.

### Cruzeiro
Com altos e baixos na carreira, foi envolvido em uma troca, em 1999, com o zagueiro João Carlos, que veio para o Corinthians e Cris foi para o Cruzeiro. No time mineiro o defensor se destacou, sendo considerado um dos melhores zagueiros no Brasil, sempre com muita raça e identificação com a torcida celeste, conquistando tudo que disputou no Cruzeiro. Reverteu o "rótulo" de jogador violento neste mesmo ano, quando foi um dos zagueiros mais disciplinados da temporada, levando o primeiro cartão amarelo somente no mês de junho daquele ano.

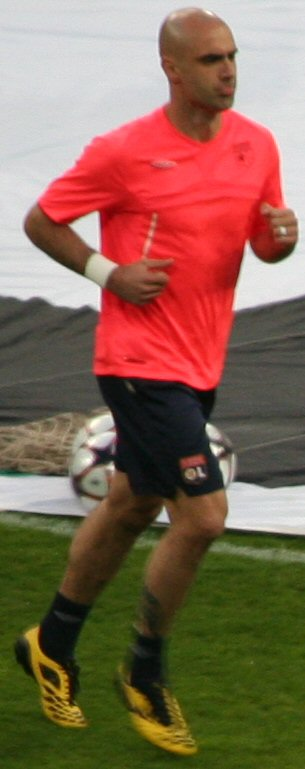
Cris em 2010

Posteriormente, em uma enquete realizada pelo site Mais Minas, o jogador foi eleito o melhor zagueiro do século XXI do time celeste, ficando à frente de nomes como Luisão, Léo e Dedé.

### Grêmio
No inicio de 2013, após a saída de Gilberto Silva para o Atlético Mineiro, foi indicado pelo então técnico Vanderlei Luxemburgo com intuito de ser o novo xerife do setor defensivo do Grêmio. Assim, Cris teve a sua contratação anunciada no dia 3 de janeiro. O zagueiro, no entanto, não atendeu as expectativas dos torcedores, cometendo muitas faltas e sendo expulso em jogos importantes. Com isso, foi para o banco de reservas do tricolor e lá permaneceu, até que foi negociado com o Vasco da Gama.

### Vasco da Gama
No dia 9 de agosto de 2013 foi anunciado como novo reforço da equipe carioca. Sua estreia foi contra o próprio Grêmio, no dia 17 de agosto, em jogo válido pela 15ª rodada do Campeonato Brasileiro. Logo no primeiro tempo o zagueiro falhou, permitindo que o atacante Hernán Barcos marcasse o primeiro do time gaúcho. Cris foi vaiado pela torcida o jogo inteiro e no final do jogo desceu para o vestiário de cabeça baixa. O treinador do cruzmaltino, Dorival Júnior, saiu em defesa do jogador logo após o jogo em uma coletiva de imprensa. Sem condições de pagar o seu salário, Cris não teve o seu contrato renovado e deixou o clube carioca.

## Seleção Nacional
Depois de ter defendido a Seleção Brasileira Sub-23 entre 1999 e 2000, Cris foi chamado para a Seleção Brasileira principal em 2001. O zagueiro foi um dos 23 convocados por Felipão para a Copa América daquele ano, realizada na Colômbia. Titular na zaga ao lado de Roque Júnior, não conseguiu evitar a eliminação brasileira nas quartas de final, após uma derrota por 2–0 para Honduras.
Três anos depois, Cris foi convocado por Carlos Alberto Parreira para a Copa América de 2004. Nesta o zagueiro foi reserva de Luisão e Juan, e o Brasil sagrou-se campeão ao vencer a Argentina numa disputa por pênaltis.
Seu último torneio disputado pela Seleção Brasileira foi a Copa do Mundo de 2006, realizada na Alemanha. Após ter se aposentado da Seleção, o zagueiro voltou atrás e foi convocado por Dunga no dia 13 de novembro de 2009, para a vaga de Juan, que havia sido proibido de se apresentar à Seleção para não agravar sua lesão. Com isso, Cris foi chamado para os amistosos do Brasil contra a Inglaterra, no dia 14 de novembro, e contra Omã, no dia 17 de novembro.

## Carreira como treinador
Foi anunciado como novo treinador do Lyon Sub-19 em setembro de 2016.
No dia 31 de maio de 2021, foi anunciado como técnico do Le Mans, clube da Championnat National (terceira divisão francesa).

## Títulos
Corinthians
- Campeonato Paulista: 1995, 1997 e 1999
- Copa do Brasil: 1995
- Campeonato Brasileiro: 1998

Cruzeiro
- Recopa Sul-Americana: 1998
- Copa Centro-Oeste: 1999
- Copa do Brasil: 2000 e 2003
- Copa Sul-Minas: 2001 e 2002
- Campeonato Mineiro: 2003 e 2004
- Campeonato Brasileiro: 2003

Lyon
- Ligue 1: 2004–05, 2005–06, 2006–07 e 2007–08
- Supercopa da França: 2005 e 2012
- Copa da França: 2007–08 e 2011–12

Seleção Brasileira
- Copa América: 2004

### Prêmios individuais
- Seleção Mineira do Século XXI - Rádio CBN 106.1